# (71556) Page
(71556) Page (2000 DW17) – planetoida z pasa głównego asteroid okrążająca Słońce w ciągu 5,32 lat w średniej odległości 3,04 j.a. Odkryta 27 lutego 2000 roku.